# Sarah Josepha Hale
Sarah Josepha Hale (ur. 1788, zm. 30 kwietnia 1879 w Filadelfii) – poetka amerykańska.

## Życiorys
Sarah Josepha Hale przyszła na świat jako Sarah Josepha Buell 24 października 1788 w Newport w stanie New Hampshire. W 1813 poślubiła prawnika Davida Hale’a. W 1823 wydała anonimowo tomik The Genius of Oblivion and Other Original Poems, zaś w 1827 opublikowała powieść Northwood: A Tale of New England. Jest znana przede wszystkim jako autorka niezwykle popularnego dziecięcego wierszyka Mary's Lamb znanego szerzej pod tytułem Mary Had a Little Lamb.
Mary had a little lamb, little lamb,
little lamb, Mary had a little lamb
whose fleece was white as snow.
And everywhere that Mary went
Mary went, Mary went, everywhere
that Mary went
The lamb was sure to go.